# Sammlungszentrum des Schweizerischen Nationalmuseums
Das Sammlungszentrum des Schweizerischen Nationalmuseums in Affoltern am Albis im Kanton Zürich ist das Depot des Schweizerischen Nationalmuseums, in dem auch die Werkstätte der Konservatoren, die Objektlogistik für die Verpackung und den Versand der Kulturgüter und ein Fotoatelier untergebracht sind. Das Gebäude entstand durch Umnutzung eines nicht mehr genutzten Zeughauses aus den 1980er-Jahren. Im Schweizerischen Inventar der Kulturgüter von nationaler und regionaler Bedeutung wird das Sammlungszentrum als Objekt von nationaler Bedeutung unter der Nr. 11777 aufgeführt.

## Geschichte
Die anfangs vollständig im Landesmuseum Zürich untergebrachte Sammlung des Museums benötigte immer mehr Platz – einerseits, weil weniger Objekte in den Ausstellungsräumen gezeigt wurden, um die Ausstellung didaktisch wertvoller zu gestalten, anderseits, weil sich über die Jahre immer mehr Objekte ansammelten. Erweiterungsbauten am Standort in Zürich wurden mehrmals in Erwägung gezogen, aber lange nicht umgesetzt, sodass das Museum mehr und mehr Bestände in externe Depots auslagern musste. In den 1990er-Jahren nutzte das Landesmuseum sieben externe Depots an verschiedenen Standorten in Zürich. Diese Depots entsprachen immer weniger den Bedürfnissen des Museums, denn sie waren überfüllt, die Bestände teilweise nicht katalogisiert und verursachten hohe Mietkosten. Weiter entsprachen die Lagerbedingungen meist nicht mehr den üblichen Bedingungen zur Lagerung von Kulturgütern.
1998 wurde eine erste Sammlung in das alte Zeughaus der Schweizer Armee in Affoltern am Albis ausgelagert, das dem Museum aber zu klein wurde. Auf der Suche nach neuen Räumlichkeiten nutzte das Bundesamt für Bauten und Logistik die Chance, das erst 1985 eröffnete, aber nach dem Ende des Kalten Krieges nicht mehr benötigte neue Zeughaus weiterzunutzen. In den Jahren 2005 bis 2007 wurde das Zeughaus durch Stücheli Architekten aus Zürich für seine neue Funktion umgebaut. Die Kosten beliefen sich auf 30 Mio. Franken, die Einweihung fand am 6. November 2007 unter Teilnahme des Bundesrates Pascal Couchepin statt.
Mit der Gründung des Schweizerischen Nationalmuseums 2010 übernahm das Sammlungszentrum auch die Funktion des Depots für das Schloss Prangins und das 1995 eröffnete Forum Schweizer Geschichte Schwyz.

## Gebäude
Die Gebäude des ehemaligen Zeughauses wurden für die Nutzung als Sammlungszentrum umgebaut. Die drei parallel zueinander liegenden Trakte des Zentrums sind durch einen quer dazu verlaufenden Korridor miteinander verbunden. Es besteht die Möglichkeit, die Anlage gegen Süden um fast die doppelte Grundfläche zu erweitern. Das grösste Gebäude trägt die Nummer 1. Es ist die ehemalige dreistöckige Fahrzeugeinstellhalle, die zum eigentlichen Depot umgebaut wurde und auf einer 10'000 m2 grossen Fläche Platz für die Lagerung der musealen Objekte bietet. Im Gebäude 2 sind die Atelier der Konservatoren und Restauratoren untergebracht sowie das Labor für die Forschung an Kunstgegenständen. Das Gebäude 3 ist das Dienstleistungszentrum, wo der Empfang, die Räume für die Registrierung von Objekten, das Fotoatelier und die Bibliothek untergebracht sind.
Alle Gebäude hatten beim Umbau Fassaden aus unbehandeltem Stahl erhalten, die sich mit Rost überziehen. Die grossen Stahlplatten sind horizontal durch eine Fuge unterteilt, die gemäss der Höhenentwicklung entlang der Schweizer Grenze um das ganze Gebäude verläuft. Die Gebäudehülle des Sammlungszentrums ist mit einer 30 cm starken Isolation versehen, sodass sie den Minergie-P-Standard erfüllt. Heizung und Kühlung erfolgen über eine Erdwärmesonde-Wärmepumpe. Die Temperatur in den Gebäuden beträgt während 90 % des Jahres 18 bis 22 °C, die gute Isolation würde auch bei einem Totalausfall der Heizung die Temperatur zwischen 7˚C im Winter und 13˚C im Sommer halten.

## Sammlungen
Im Sammlungszentrum sind ungefähr 870'000 Objekte untergebracht, die in die folgenden 14 Sammlungsbestände gegliedert sind:
- Archäologie, enthält Bodenfunde aus der Schweiz
- Edel- und Buntmetall, Objekte aus der Goldschmiedekunst
- Grafik, Fotografie, Buchmalerei und Faksimile
- Keramik und Glas
- Kutschen, Schlitten und Fahrzeuge
- Malerei und Bildhauerei
- Möber und Interieurs
- Numismatik und Siegel
- Schmuck und Uhren
- Spezialsammlungen, wie zum Beispiel Sammlungen von Spielzeugen, Musikinstrumenten oder Gebäckmodel
- Technologie und Brauchtum, Objekte aus der Alltagskultur und der industriellen Arbeitsumgebung
- Textil und Mode
- Waffen und Uniformen
- Zeitzeugen aus der Zeit nach 1945

## Angebote
Das Sammlungszentrum bietet sowohl öffentliche als auch private Führungen an. Eine Bildersammlung gegliedert nach den 14 Sammlungsgebieten ist online zugänglich.